# Пролетарий (Чувашия)
Пролета́рий (чув. Пролетари) — поселок в Ядринском районе Чувашской Республики. Входит в состав Ядринского сельского поселения.

## География
Находится в западной части Чувашии, на расстоянии приблизительно 15 км на северо-восток по прямой от районного центра города Ядрин.

## История
Известен с 1926 года, когда здесь было 3 двора, 15 жителей, в 1939 — 72 жителя, в 1979 — 39. В 2002 году было 12 дворов. В 2010 году действовал СХПК «Знамя».

## Население
Постоянное население составляло 26 человек (чуваши 100 %) в 2002 году, 21 в 2010.